# Santa Olaia

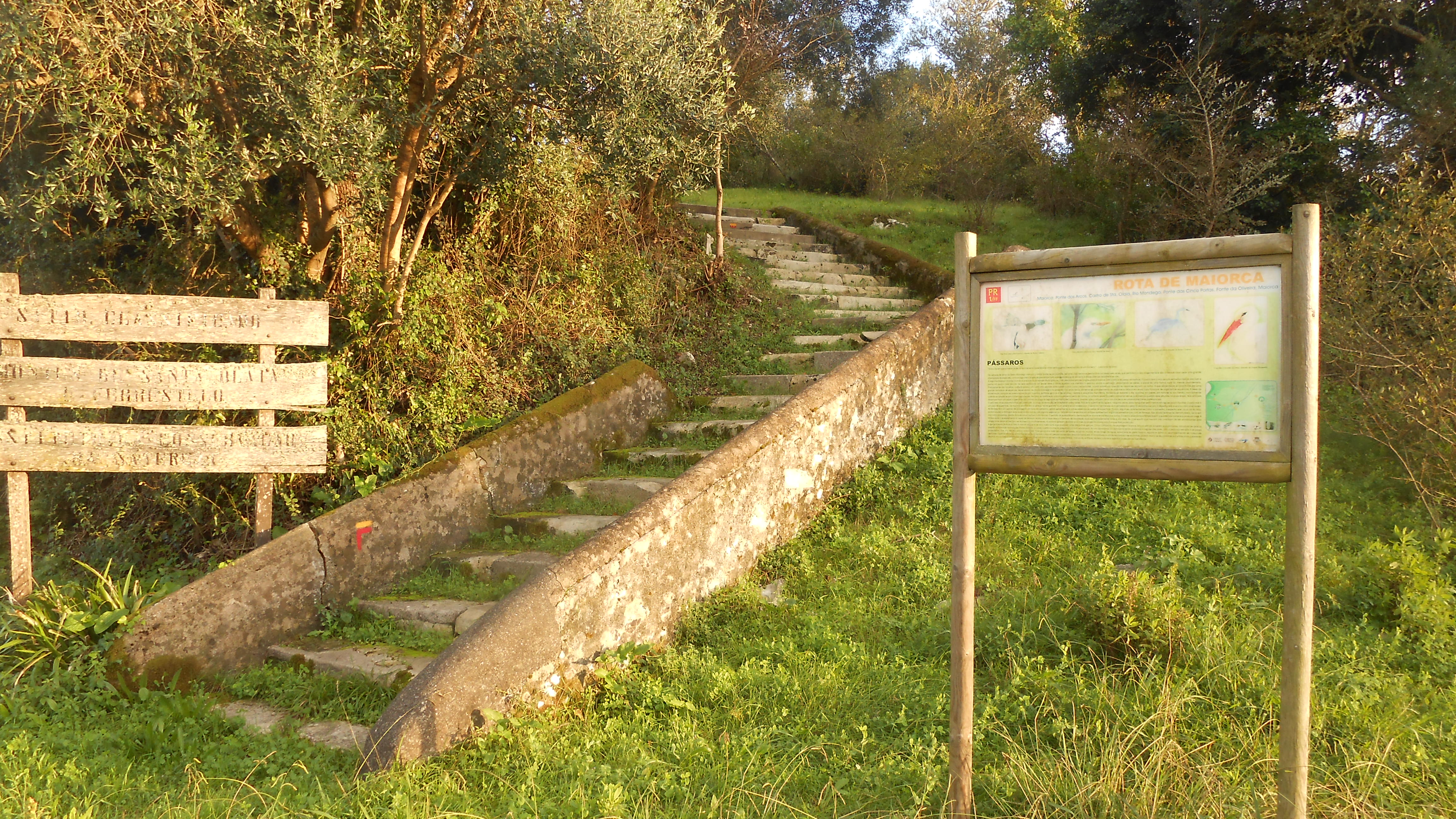
Westlicher Zugang, am Wanderweg Rota de Maiorca

Santa Olaia (auch Santa Eulália) ist eine eisenzeitliche Siedlung, östlich von Figueira da Foz in Portugal.
Auf einer niedrigen Anhöhe in Quinhendros liegt die Kapelle Santa Olaia. Die Verbindungsstraße durchschneidet die eisenzeitliche Siedlung. Ihre Reste liegen rechts der Straße und auf der Anhöhe, auf der die Kapelle steht. 1991 wurde der Ort klassifiziert und unter gesetzlichen Schutz gestellt.
Die Anhöhe von Santa Olaia im Überschwemmungsgebiet des Mondego und des Rio Foja war ein beliebter Siedlungsplatz, wie Funde bezeugen, die vom Paläolithikum bis ins Mittelalter reichen. Vermutlich reichte in prähistorischer Zeit eine inzwischen verlandete Meeresbucht bis in die Nähe des Hügels.

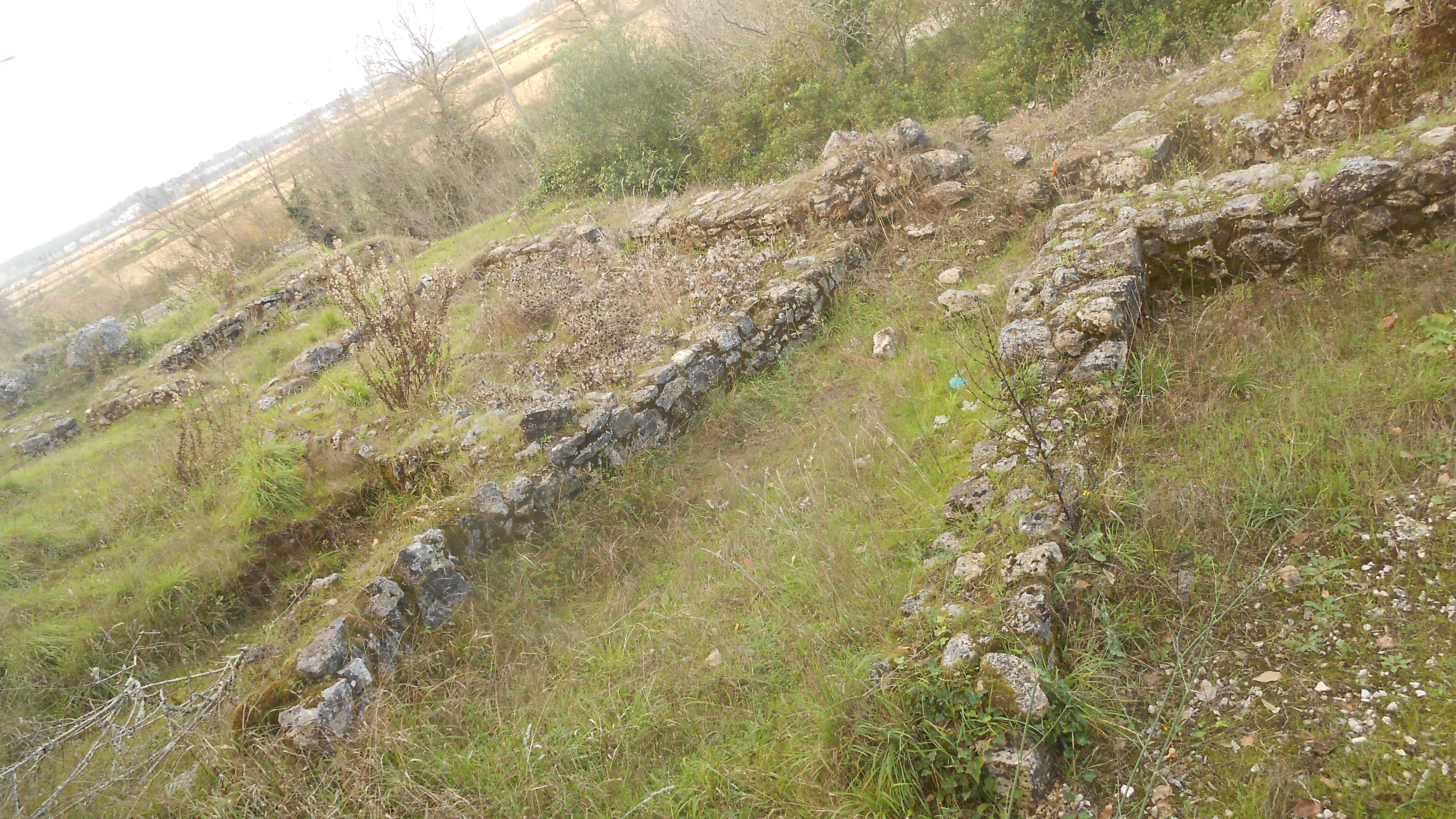
In den Siedlungsresten von Santa Olaia

Unter den archäologischen Funden treten die eisenzeitlichen Siedlungsreste hervor. Während der Ausgrabung von 1992 und 1993 wurden Reste eines ansehnlichen eisenzeitlichen „Industriegebietes“ und einer Stadtmauer gefunden. In der Mauer war ein Tor von 1,8 m Breite zu erkennen. Um die Besiedlung des Feuchtgebietes zu ermöglichen, hatte man einen Untergrund aus dichten Steinlagen aufgeschichtet. Darauf wurden die Häuser mit ihren Herdstellen errichtet. Die Öfen dienten der Metallurgie, wie Schlackenreste, Bleistücke und anderes belegen.
Nach Ansicht von I. Pereira wird die Anwesenheit von Phöniziern durch Funde des 9. Jahrhunderts v. Chr., vor allem Fibeln, belegt, jedoch überwiegen die Keramikformen des 7. und 6. Jahrhunderts v. Chr. Am Ende des 5. und zu Beginn des 4. Jahrhunderts v. Chr. wurde Santa Olaia entweder verlassen oder verlor seine Bedeutung. Aus dieser Zeit stammen vereinzelte Fragmente attischer Keramik.
Der aus Figueira stammende Archäologe António dos Santos Rocha (1853–1910) hat hier die ersten Ausgrabungen vorgenommen, seine und die späteren Funde liegen im Museu Municipal Santos Rocha in Figueira da Foz.

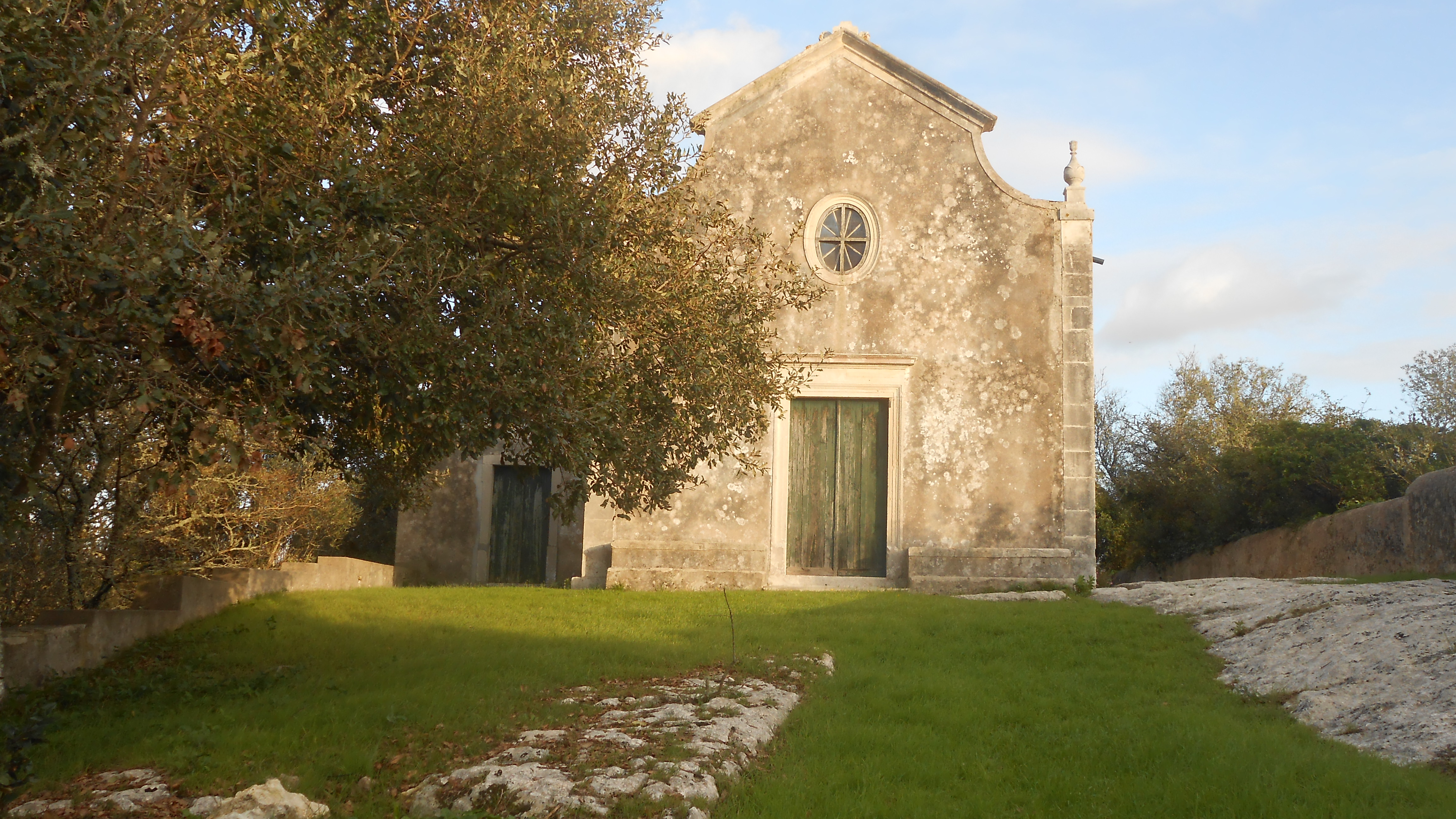
Die Kapelle von Santa Olaia

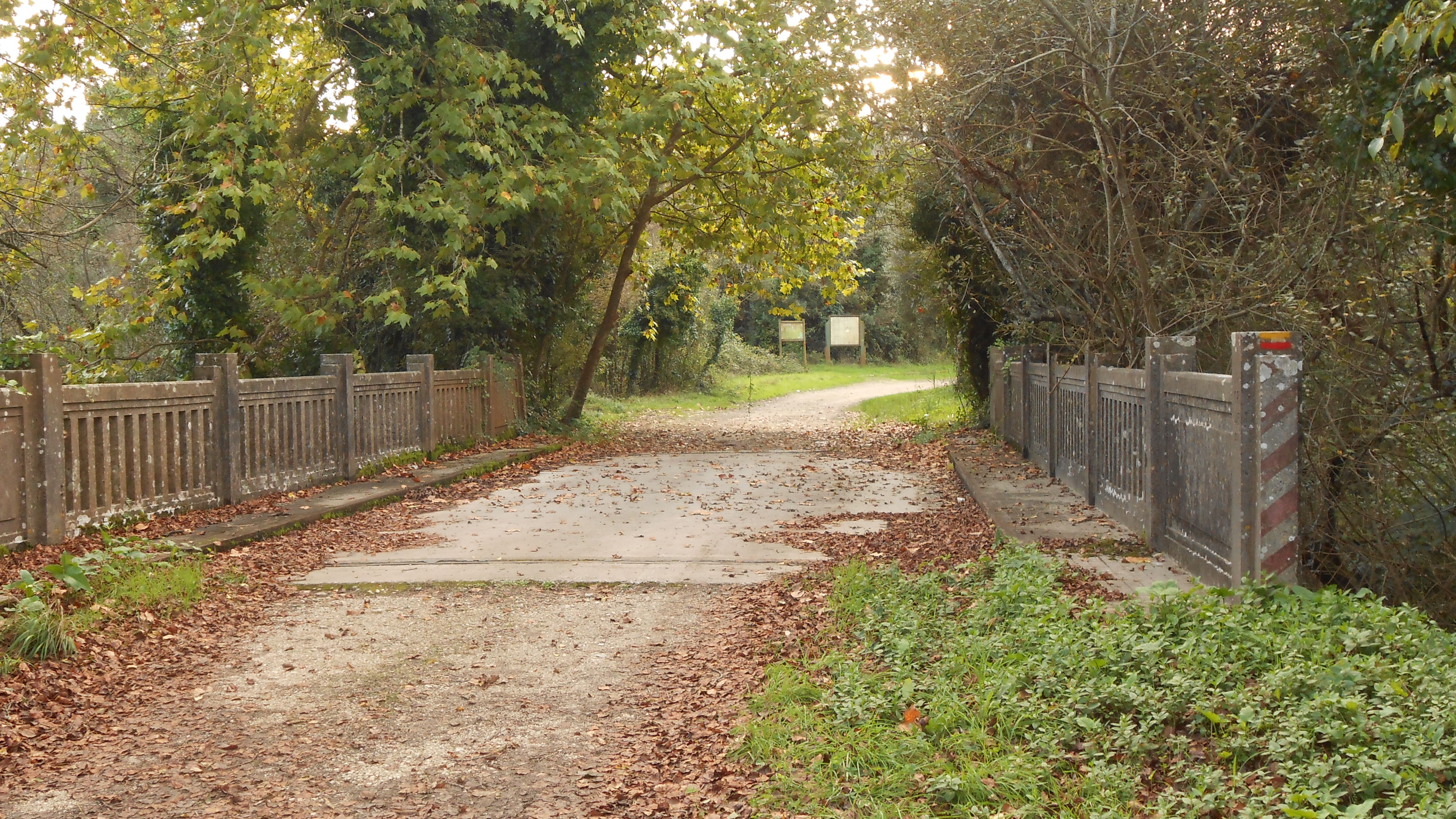
Zufahrt von Osten (nahe der A14, Ausfahrt Montemor-o-Velho Oeste, Richtung Ereira/Verride)